# Озеро Буртон (Антарктида)
Озеро Бертон, також відоме як лагуна Бертон, - це мероміктичне та солоне озеро на Вестфолдських пагорбах Землі принцеси Єлизавети у Східній Антарктиді . Земля принцеси Єлизавети, включаючи озеро, заявляється Австралією як частина австралійської антарктичної території . Площа озера 1,35 км2 (0,52 миля2), об'ємом 9,69 млн м 3, максимальною глибиною 18,3 метра (60 фут) і середньою глибиною 7,16 метра (23,5 фут) . Озеро названо на честь HR Burton, біолога, що працює на Вестфолдських пагорбах Антарктиди.
Озеро покривається льодом протягом 10–11 місяців на рік. Приливний канал зв’язує озеро з Кривим фіордом лише сезонно протягом приблизно 6–7 місяців у році. Приливний канал має ширину 20 метрів (66 фут) і становить близько 2 метри (6,6 фут) вглибину. Озеро Бертон - єдина мероміктична лагуна, яка входить до складу особливо захищеної зони Антарктики (ASPA) № 143, в межах Східної Антарктиди, і доступ до озера легально можна отримати лише за спеціальним дозволом та дотриманням деяких суворих правил.
Флористичне дослідження діатомових вод лагуни показало, що вона містить 41 вид і є багатим сховищем психрофільних фотосинтетичних бактерій . Гетеротрофна бактеріальна мікробіота та екологія фотосинтезуючих бактерій озера Бертон вивчалися в 1970-1980-х роках. Деякі висновки вказують на те, що рівень солоності зростає нижче рівня льоду у напрямку до дна озера, що призводить до густих вод, і що умови навколишнього середовища, наявність світла влітку, темрява взимку та стан оксидної та безкислотної води в озерних водах диктували ріст бактеріальних фототрофів.

## Географія та клімат
Озеро Бертон розташоване на узбережжі Інгрід Крістенсен у землі Принцеси Елізабет у Східній Антарктиді приблизно на тій же довготі, що і центральна Індія . Ця зона берегової лінії лежить між мисом Дженнінгса, на 72 ° 33'E, та західним кінцем Західного крижаного шельфу на 81 ° 24'E у західній половині Землі принцеси Елізабет, на схід від крижаного шельфу Amery . Озеро названо на честь HR Burton, біолога, що працює на Вестфолдських пагорбах Антарктиди.   Озеро, яке раніше було морським рукавом  є домінуючою особливістю західної сторони району Вестфолд-Хіллз на так званому півострові Мул .  Озеро лежить на північний захід від льодовика Сорсдал, на південний схід від острова Олдройд і на південний захід від островів Трин . Площа озера 1,35 км2 (0,52 миля2)  , об'ємом 9,69 млн м 3, максимальною глибиною 18,3 метра (60 фут) і середньою глибиною 7,16 метра (23,5 фут) .   
Клімат в межах особливо захищеної зони Антарктики контролюється на станції Девіс, яка становить 10 кілометрів (6,2 миля) північний захід від Морської рівнини, неподалік від озера.  Отже, всі метеорологічні дані, зібрані на цій ділянці, також мають відношення до озерного середовища. Район має полярний морський клімат; холодний, сухий і вітряний, влітку сонячні дні. Температура коливається від −1 °C (30 °F) до 3 °C (37 °F) влітку максимум 5 °C (41 °F) ; однак домінуюча температура протягом більшої частини року нижче 0 °C (32 °F) . Взимку температура опускається до −40,7 °C (−41,3 °F) . 

## Заповідна зона

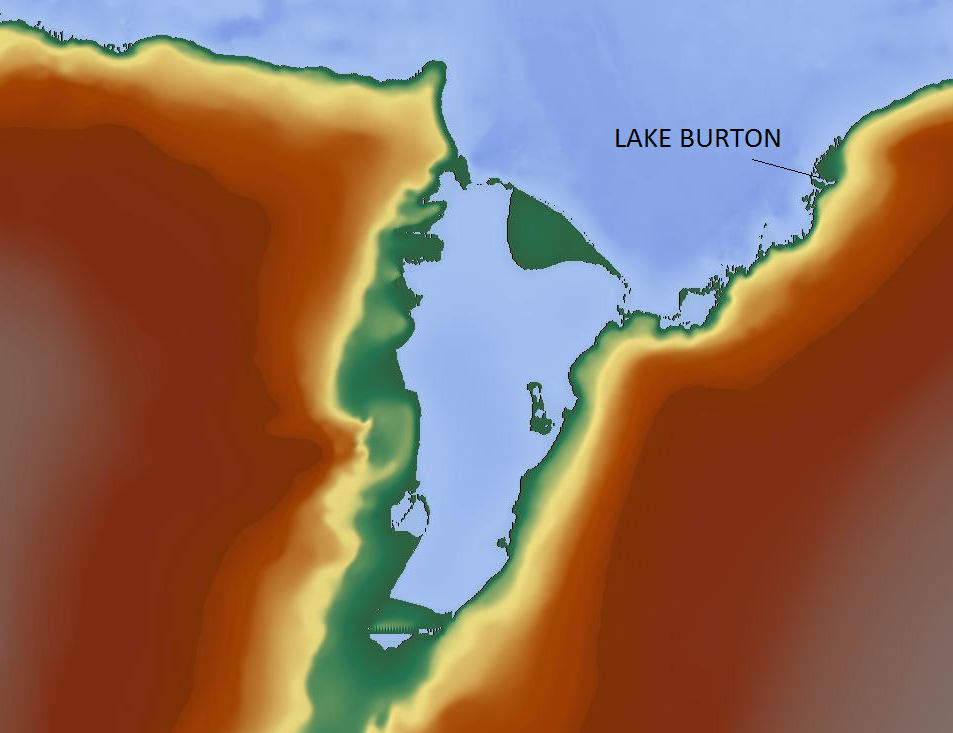
Карта рельєфу, що показує місце розташування

Озеро Бертон - єдина мероміктична лагуна, яка є частиною особливо захищеної зони Антарктики (ASPA) № 143, у межах Східної Антарктиди. Озеро також визначається як лагуна, оскільки воно характеризує етап біологічної та фізико-хімічної еволюції наземного водойми з морського середовища, а саме, геологічне створення озера. 
Обмеження на в'їзд
Вхід в заповідну зону, включаючи озеро, контролюється урядом Австралії. Дозволи строго видаються лише на конкретні наукові дослідження в галузі палеонтології, палеоклімату, геології, геоморфології, гляціології, біології та лімнології . Відвідування з освітніх чи культурних міркувань, які є обов’язковими в межах визначеного плану управління, також дозволяються. Будь-який такий візит не повинен завдати шкоди екологічним чи науковим цінностям району. 
Доступ та переміщення в межах заповідних територій обмежені. Зокрема, в озерній зоні заборонено використовувати моторні човни. Також не рекомендується літати над озерами, за винятком наукових причин. На заброньованих територіях заборонено рух транспортних засобів. Відбирання зразків з озера повинно бути мінімальним навіть для наукових досліджень, а також обладнання, привезене ззовні для відбору зразків, і його потрібно ретельно промити, щоб уникнути будь-якого забруднення ззовні. Існує набагато більше норм та норм, які встановлює влада, яких слід суворо дотримуватися. 

## Фауна і флора
Півострів Мул, на якому розташоване озеро, є районом, багатим скам’янілими копалинами .  У озері Бертон багато морських водоростей. Флористичне дослідження діатомових вод лагуни показало, що вона містить 41 вид. Озеро є багатим сховищем психрофільних фотосинтетичних бактерій  - деякі з них більше ніде не знайдені. Інші домінуючі різновиди виявлених бактерій - хлорбій вібріоформе та C. limicola . Визначені незначні види - Thiocapsa roseopersicina та Rhodopseudomonas palustris . 
Озеро також має ультраструктуру Postgaardi mariagerens, ідентифіковану як член клади Euglenozoa - Euglenozoa incertae sedis . В озері виявлені хоанофлагеляти, включаючи Diaphanoeca grandis, Diaphanoeca sphaerica, Saepicula leadbeateri та Spiraloecion didymocostatum gen. та ін. вид нов. 
Види риб
Єдиним видом риб, коли-небудь побаченим в озері, і лише в одному випадку, є Pagothenia borchgrevinki, хоча він зазвичай зустрічається поблизу в прибережних районах та фіордах Вестфолдських пагорбів. 
Зоопланктон
В озері зафіксовано чотири види метазойського зоопланктону, а саме Drepanopus bispinosus, Paralabidocera antarctica ( Copepoda ), Rathkea lizzioides ( Anthomedusae ) та цидіппідний ктенофор (не названий). У донному співтоваристві також знайдено кілька видів холотрих, два види нематод, а також багато морських амфіпод та тардіградів . 

### Рослинність
Невеликі водні потоки, що радіально витікають із північного напрямку в озеро - сезонні потоки, рясніють лишайниками . Мохи є, але вони більш поширені на північному кінці озера Посейдон . В цілому по регіону зафіксовано 23 види лишайників та шість видів моху. 

## Результати досліджень
Гетеротрофна бактеріальна мікробіота та екологія фотосинтезуючих бактерій озера Бертон були вивчені в 1970-80-х роках. Деякі висновки вказують на те, що рівень солоності зростає нижче рівня льоду до дна озера, що призводить до густих вод, активність мікробіоти викликає виснаження кисню, утворюються окремі водойми з чітко вираженою хімією, проміжні хімічні градієнти створюють ніші для колонізації шляхом було виділено унікальні мікробні спільноти та 68 бактерій. 
У дослідженнях фотосинтезирующих бактерій, проведених в 1983 році, домінуючі види, ідентифіковані були Chlorobium vibrioforme і Chlorobium limicola. Thiocapsa roseopersicina та Rhodopseudomonas palustris також були виявлені, але з меншою щільністю. В зоні безкислотної води (діапазон температур −5 °C (23 °F) до −2,2 °C (28,0 °F) ) озера, Chlorobium spp. та T. roseopersicina були знайдені. Було також зазначено, що умови навколишнього середовища, наявність світла влітку, темряви взимку та стан оксидної та безкислотної води в озерних водах диктували ріст бактеріальних фототрофів . Домінування виду Chlorobium spp. було пов'язано з "більш ефективним підтриманням метаболізму взимку та їх більшою ефективністю при використанні світла низької інтенсивності". 
У 1984 році під час антарктичного літа, коли було очевидне цвітіння фітопланктону, озеро вивчали разом з кількома іншими в районі Вестфолд-Хіллз для оцінки відновлених сірчаних газів за допомогою газової хроматографії . Гази потрапляли у твердий адсорбент - молекулярне сито з порами 5 Å (80-100 меш) - і виявляли відновлені сполуки сірки (РСК).  Найбільш очевидними РСК були диметилсульфід (DMS), карбонілсульфід та сірководень . 

## Зовнішні посилання
- Фотографія озера на заході сонця